# Vinax
Vinax là một xã trong tỉnh Charente-Maritime trong vùng Nouvelle-Aquitaine, tây nam nước Pháp. Xã Vinax nằm ở khu vực có độ cao từ 123-166 mét trên mực nước biển.